# سباستيان فيلا
سباستيان فيلا (بالإسبانية: Sebastián Villa)‏ هو غطاس كولومبي، ولد في 21 فبراير 1992 في ميديلين في كولومبيا.

## وصلات خارجية
- سباستيان فيلا على موقع قاعدة بيانات الغوص IAT (الألمانية)
- سباستيان فيلا على موقع اللجنة الأولمبية الدولية (الإنجليزية)
- سباستيان فيلا على موقع أوليمبيديا (الإنجليزية)